# Periga abnegata
Periga abnegata är en fjärilsart som beskrevs av Walker 1869. Periga abnegata ingår i släktet Periga och familjen påfågelsspinnare. Inga underarter finns listade i Catalogue of Life.